# Zasada prawa
Zasada prawa (zasada prawna) – pojęcie języka prawniczego, przez które, zależnie od kontekstu, można rozumieć:
- zasadę prawa w ujęciu opisowym – typ ukształtowania określonej instytucji prawnej, np. zasada kontradyktoryjności, zasada prekluzji dowodowej, itp.;
- zasadę prawa w ujęciu dyrektywalnym – dyrektywę postępowania, którą da się wyinterpretować z tekstu prawnego lub wywnioskować z norm prawnych wyinterpretowanych z tego tekstu i która jest przez to prawnie wiążąca (zasada prawa sensu stricto); czasami pojęcie „zasada prawa" bywa odnoszone także do tzw. zasad-postulatów, tj. innych dyrektyw postępowania uznawanych w doktrynie za należące do systemu prawa lub dające się z niego wywieść w inny sposób niż ma to miejsce w przypadku zasad prawa sensu stricto - w tym w szczególności wypowiedzi de lege ferenda. Zasady prawa w ujęciu dyrektywalnym wyrażają z reguły wartości, które prawodawca uważa za szczególnie doniosłe i co do których chce, by były respektowane przy stosowaniu norm, które nie są zasadami prawa.

## Różne znaczenia terminu zasada prawna
Przez zasady prawne można rozumieć te normy prawne (ewentualnie przepisy prawne), które posiadające jedną lub więcej następujących cech:
- są normami bardziej doniosłymi od innych, zwłaszcza posiadającymi fundamentalne (zasadnicze, podstawowe, kluczowe) znaczenie
- są normami o szerokim (uniwersalnym) zakresie zastosowania, w szczególności nastawionymi na ochronę jakichś ogólnych wartości lub realizację jakichś ogólnych celów
- są normami, których obowiązywanie uzasadniają jakieś ogólne cele lub wartości, jakie są uważane w danym systemie (porządku) prawnym za (szczególnie) godne urzeczywistniania[1].

Tak zasadą jest np. norma, zgodnie z którą wątpliwości należy rozstrzygać na korzyść oskarżonego, lub norma, jaka każe traktować kogoś jako niewinnego aż do czasu skazania go prawomocnym wyrokiem (przypadki z pkt. 1 i 3), albo norma nakazująca chronienie środowiska (przypadek z pkt. 2) lub dążenie – na tyle, na ile jest to możliwe bez szkody dla samej sprawy – do jak najszybszego zakończenia postępowania toczącego się przed sądem lub organem administracji publicznej (przypadek z pkt 3 lub 1).
Zastosowanie tak pojmowanych zasad prawa może być ograniczone do danej instytucji prawnej lub danego aktu prawa stanowionego, rozciągać się na całą gałąź (dziedzinę) prawa lub kilka gałęzi (dziedzin) prawa, a nawet dotyczyć ich wszystkich. Za taką wszechogarniającą zasadę można uważać np. zasadę państwa prawnego lub zasadę równości wobec prawa.

## Zasady prawne a przepisy prawne
Zasady prawne mogą: 
- być wprost (explicite) wyrażone w przepisach prawa lub precedensach sądowych (w dających się z nich zbudować normach prawnych)
- stanowić uogólnienie (myśl przewodnią, uzasadnienie) szeregu przepisów prawnych lub precedensów sądowych (dających się z nich zbudować norm prawnych)
- nie być ani wprost, ani pośrednio wyrażone w przepisach prawa i precedensach sądowych (normach, jakie dają się z nich zbudować)[1].

W tym ostatnim przypadku o obowiązywaniu danej zasady prawnej przesądza to, że stanowi ona prawo zwyczajowe lub jest uznawana za obowiązujące przez naukę prawa albo judykaturę, ewentualnie to, że wynika ona z moralności lub istoty danej regulacji prawnej albo ducha prawa lub rozumu ludzkiego (rozsądku).

## Podział na zasady i normy niebędące zasadami pod wpływem Roberta Alexyego i Ronalda Dworkina
Niebędąca zasadą prawną norma prawna (reguła prawna) - odznacza się tym, że zawsze gdy spełnione są warunki określone w jej hipotezie, powinna ona znaleźć swoje zastosowanie (w pełni). 
Nie mogą równocześnie obowiązywać niebędące zasadami normy prawne, jakie pozostają ze sobą w sprzeczności. 
Zasada prawna - odznacza się tym, że może ona w podpadającym pod nią stanie faktycznym zostać zastosowana w pełni, w jakimś mniejszym stopniu lub wcale. 
Przykładowo więc stosując zasadę ochrony środowiska, można przyjąć, że dozwolone jest jeżdżenie każdym samochodem, dozwolone jest jeżdżenie samochodem z katalizatorem, zabronione jest jeżdżenie jakimkolwiek samochodem zatruwającym środowisko.
Zasada prawna wyznacza tylko pewną optymalną powinność, realizowanie której – choć jest prawem nakazane – napotyka na ograniczenia faktyczne (wynikające np. z braku odpowiednich technologii i potrzeb ludzkich) i ograniczenia prawne (biorące się z obowiązywania zasad prawnych lub norm prawnych niebędących zasadami jej przeciwstawnych).
Sprzeczność między przeciwstawnymi zasadami prawnymi rozstrzyga się: bądź poprzez przyznanie pierwszeństwa jednej z nich (tej, która jest ważniejsza, bardziej doniosła, bardziej relewantna), bądź drogą jakiegoś ich pogodzenia (osiągnięcia kompromisu między nimi) wynikającego z wagi (doniosłości, relewantności) każdej z nich. Robi się to bez wyzuwania z mocy obowiązującej którejś z kolidujących ze sobą zasad prawnych.
Konflikt między zasadą i norm niebędącą zasadą rozwiązuje się albo: 
- poprzez przyznanie pierwszeństwa zasadzie lub normie niebędącej zasadą przy pozostawieniu im obu mocy obowiązującej, kierując się zwłaszcza ich celem albo traktując normę niebędącą zasadą jako lex specialis, albo
- przez pozbawienie normy niebędącej zasadą lub zasady mocy obowiązującej, kierując się zwłaszcza ich celem lub rangą, jaka przypada im w hierarchii norm prawnych[2].

Podział na zasady prawne i normy niestanowiące takich zasad jest podziałem dychotomicznym: dana norma prawna nie może być jednocześnie zasadą prawną i normą prawną nią niebędącą.